# عملية فرض القانون
عملية فرض القانون، تُعرف أيضًا باسم عملية القانون والنظام أو خطة أمن بغداد، كانت خطة أمنية مشتركة بين قوات التحالف والعراق تم تنفيدذها في جميع أنحاء بغداد.
وبموجب خطة الزيادة التي تم تطويرها عام 2007، كان من المقرر تقسيم بغداد إلى تسع مناطق، حيث يعمل الجنود العراقيون والأمريكيون جنبًا إلى جنب لتطهير كل قطاع من الميليشيات الشيعية والمتمردين السنة وإنشاء مراكز أمنية مشتركة حتى يمكن بدء برامج إعادة الإعمار بأمان. وذهب القائد العسكري الأمريكي في العراق، ديفيد بتريوس، إلى حد القول إن العراق سيكون "محكوما عليه بالفشل" إذا فشلت هذه الخطة. صرّح العديد من أعضاء الكونغرس أن الخطة كانت فترة حرجة للوجود الأمريكي في العراق.

## خلفية
في منتصف أكتوبر 2006، أعلن تنظيم القاعدة عن إنشاء الدولة الإسلامية في العراق، لتحل محل مجلس شورى المجاهدين وتنظيم القاعدة.
في 10 فبراير 2007، حل القائد ديفيد بتريوس محل القائد كيسي كقائد للقوة المتعددة الجنسيات في العراق، وحل الأدميرال ويليام فالون محل القائد أبي زيد كقائد للقيادة المركزية الأمريكية في 16 مارس 2007. كانت العملية بقيادة اللواء العراقي عبود قنبر ، وهو من قدامى المحاربين في حربي إيران والعراق وحرب الخليج. وكان اختيار اللواء قنبر بمثابة حل وسط لأن الجيش الأميركي رفض القائد موحان الفريجي ، الاختيار الأول لرئيس الوزراء العراقي نوري المالكي لقيادة العملية. وفي اليوم الأول من العملية أُقيمت نقاط تفتيش جديدة، وأفادت التقارير بزيادة عمليات تفتيش المركبات والدوريات الراجلة في بعض الأحياء. ووصفت العملية بأنها عملية تمشيط واسعة النطاق من حي إلى آخر لقمع العنف الطائفي في مدينة بغداد التي يبلغ عدد سكانها 6 ملايين نسمة.

## العملية
أثناء تنفيذ خطة أمن بغداد (فرض القانون)، أقامت قوات التحالف "جدرانًا أمنية حول أماكن التجمعات العامة مثل الأسواق، وقامت بجمع مخازن الأسلحة، واعتقال المشتبه بهم من المتمردين السنة وفرق الموت الشيعية" وأقامت مواقع أمنية مشتركة وحتى نقاط قتالية أصغر حجماً.

### ترتيب معركة التحالف العسكري

#### وصف الخطة
وفي مؤتمر صحفي عُقد في 16 فبراير 2007، وصف اللواء جوزيف فيل من الولايات المتحدة التصميم العملي لخطة أمن بغداد على النحو التالي:

#### المناطق الأمنية
مناطق بغداد الأمنية التسع تتوافق مع الأحياء الإدارية في بغداد وتم تسميتها على النحو التالي: الأعظمية، الكرخ، الكرادة، الكاظمية، المنصور، الصدر، الرشيد، الرصافة وبغداد الجديدة.

#### مراكز أمنية مشتركة
تم احتلال المواقع الأمنية المشتركة من قِبل كل من قوات الأمن العراقية وشرطة المحافظة. في 12 أبريل 2007، أعلن ويليام بي. كالدويل أن أربعة وخمسين من أصل 75 موقعًا ومحطة تعمل في العاصمة، ومن الممكن أن يرتفع العدد إلى 102.
تم إنشاء محطات أمنية في الأحياء التالية:
- محطة أمن مدينة الصدر المشتركة[16]
- محطة أمن الزعفرانية المشتركة
- محطة أمن حي الحرية المشتركة[17]
- محطة أمن الخنساء المشتركة (تم الانتهاء منها في أغسطس 2007)
- محطة أمن المنصور المشتركة
- محطة أمن الغزالية المشتركة[18](تم الانتهاء منها في مارس 2007)
- اليوسفية
- محطة أمن بيجي المشتركة (209 كم شمال بغداد)

### تطورات فبراير
وفي اليوم الثاني من العملية توغلت القوات الأميركية والعراقية في معاقل المسلحين السنة في بغداد، وخاصة منطقة الدورة في الجنوب، حيث تم تفجير سيارات مفخخة أثناء تقدمها. وفي حادثين، انفجرت سيارات مفخخة أثناء مرور الدوريات الأميركية والعراقية، وسقط أربعة ضحايا على الأقل من المدنيين. وبدأت العملية دون مقاومة تذكر، وأشاد بها رئيس الوزراء نوري المالكي باعتبارها "نجاحاً باهراً". وكان هناك انخفاض حاد في العنف خلال الأيام الأولى، ولكن القادة الأميركيين كانوا أكثر حذراً في الحكم على نجاحها في وقت مبكر، حيث أكدوا أن النتائج سوف تظهر على مدى الأشهر المقبلة.
في السابع عشر من فبراير، أعلن المتحدث باسم الجيش العراقي قاسم الموسوي أن الهجمات وعمليات القتل في بغداد قد انخفضت بالفعل بنسبة 80%. وأضاف أيضًا أن مشرحة بغداد كانت تستقبل عادةً ما بين 40 و50 جثة يوميًا، لكنها لم تستقبل سوى 20 جثة خلال الثماني والأربعين ساعة الماضية.
في 18 فبراير، أدى انفجار سيارات مفخخة في سوق مزدحم إلى مقتل 63 شخصًا، وهو أول تفجير كبير منذ بدء تنفيذ العملية. استمر الهجوم المضاد للمتمردين في اليوم التالي مع استمرار انفجار القنابل في بغداد وتدمير موقع أمريكي في تفجير أدى إلى مقتل جنديين وإصابة 29 آخرين. في 24 فبراير، صرّح رئيس الوزراء العراقي أن 400 مسلح قُتلوا في العملية وهو ما يتناقض مع البيان الذي أدلى به قبل يومين العميد العراقي، اللواء قاسم عطا الموسوي، الذي قال إن 42 مسلحا قُتلوا وأُسر 246. وفي نفس اليوم الذي أدلى فيه رئيس الوزراء بالبيان، اقتحم المتمردون نقطة تفتيش بالقرب من مطار بغداد الدولي، مما أسفر عن مقتل ثمانية من رجال الشرطة. كما نفذ انتحاريان هجوماً في بغداد، أحدهما في الجزء الجنوبي مما أسفر عن مقتل شخص واحد والآخر خارج مجمع المجلس الأعلى الإسلامي العراقي مما أسفر عن مقتل ثلاثة. وفي اليوم التالي، قتلت امرأة انتحارية 41 شخصاً على الأقل وأصابت 50 آخرين في جامعة المستنصرية ببغداد ، بينما قتلت عدة صواريخ كاتيوشا في وقت واحد ما لا يقل عن اثني عشر شخصاً في حي شيعي، وانفجرت قنبلة بالقرب من المنطقة الخضراء مما أسفر عن مقتل 2 وإصابة 12. وقال مقتدى الصدر زعيم جيش المهدي ، وهو أحد الجماعات المستهدفة، في يوم تفجير الجامعة إن القنابل "تستمر في الانفجار" في بغداد وأن العملية الأمنية محكوم عليها بالفشل.
في 25 فبراير، أعلن الجيش العراقي أنه خلال قتال عنيف في بغداد، قُتل 13 جنديًا عراقيًا، من بينهم ضابط واحد، و11 مسلحًا وتم أسر 219 مسلحًا.

### تطورات مارس
في 3 مارس، خطف المتمردون الفريق العراقي ثامر سلطان. الذي كان يعمل مستشارًا لوزير الدفاع العراقي، ومن المتوقع أن يتولى هو نفسه هذا المنصب في الأشهر المقبلة. وكان سلطان لواء في عهد صدام. وتم إنقاذه في اليوم التالي عندما اقتحم عملاء عراقيون منزلاً في غرب بغداد حيث كان محتجزاً، وألقي القبض على خاطفيه.
في 4 مارس، دخلت القوات الأميركية والعراقية مدينة الصدر ، المعقل الرئيسي لجيش المهدي.
في 5 مارس، قتل انتحاري 38 مدنياً وأصاب 105 آخرين في سوق الكتب ببغداد.
في 7 مارس، أصدر البنتاغون أمرًا بإرسال 2200 شرطي عسكري إضافي إلى بغداد بسبب العدد المتزايد من المتمردين المعتقلين. وفي اليوم نفسه هاجم انتحاري نقطة تفتيش للشرطة في جنوب بغداد، مما أسفر عن مقتل 12 من أفراد المغاوير وعشرة مدنيين.
وفي 8 مارس، صرّح ديفيد بتريوس قائلاً: "لا يوجد حل عسكري لمشكلة مثل تلك الموجودة في العراق، أو التمرد في العراق". وأضاف أن الحل السياسي ضروري بالإضافة إلى العملية الأمنية المعززة في العراق، وأن عملية إرساء السلام سوف تستغرق شهوراً.
في 15 مارس، قال الجيش العراقي إنه منذ بدء العملية قُتل 265 مدنيًا في بغداد مقارنة بـ 1440 في الشهر السابق لبدء العملية. وذكروا أيضًا أنه كان هناك انخفاض كبير في عمليات الاغتيالات والاختطاف، وانخفضت الهجمات بقذائف الهاون بنسبة 50 بالمائة، لكن التفجيرات على جانب الطرق والسيارات المفخخة لا تزال عند مستويات مرتفعة. وقال الجيش العراقي إن "الإحصائيات هي مؤشرات رئيسية على أن الحملة الأمنية تؤتي ثمارها".

## أنظر أيضًا
- عملية معا إلى الأمام
- العمليات العسكرية في العراق من جانب الائتلاف بقيادة الولايات المتحدة